# Trnka obecná
Trnka obecná (Prunus spinosa) neboli slivoň trnka, někdy slivoň trnitá, je listnatý keř, řidčeji malý strom, pocházející z Evropy, Asie a severní Afriky. Patří do čeledi růžovitých (Rosaceae).

## Popis

### Vegetativní znaky
Trnka obecná je hustý rozložitý keř dosahující obvykle výšky 2 metry. Ve výjimečných případech může ovšem dosáhnout až 5 metrů. Kmínky rostou pomalu a odumírají již po 20–40 letech. Keř se dokáže masivně šířit pomocí kořenových výběžků a vytvářet rozsáhlé klonální porosty.

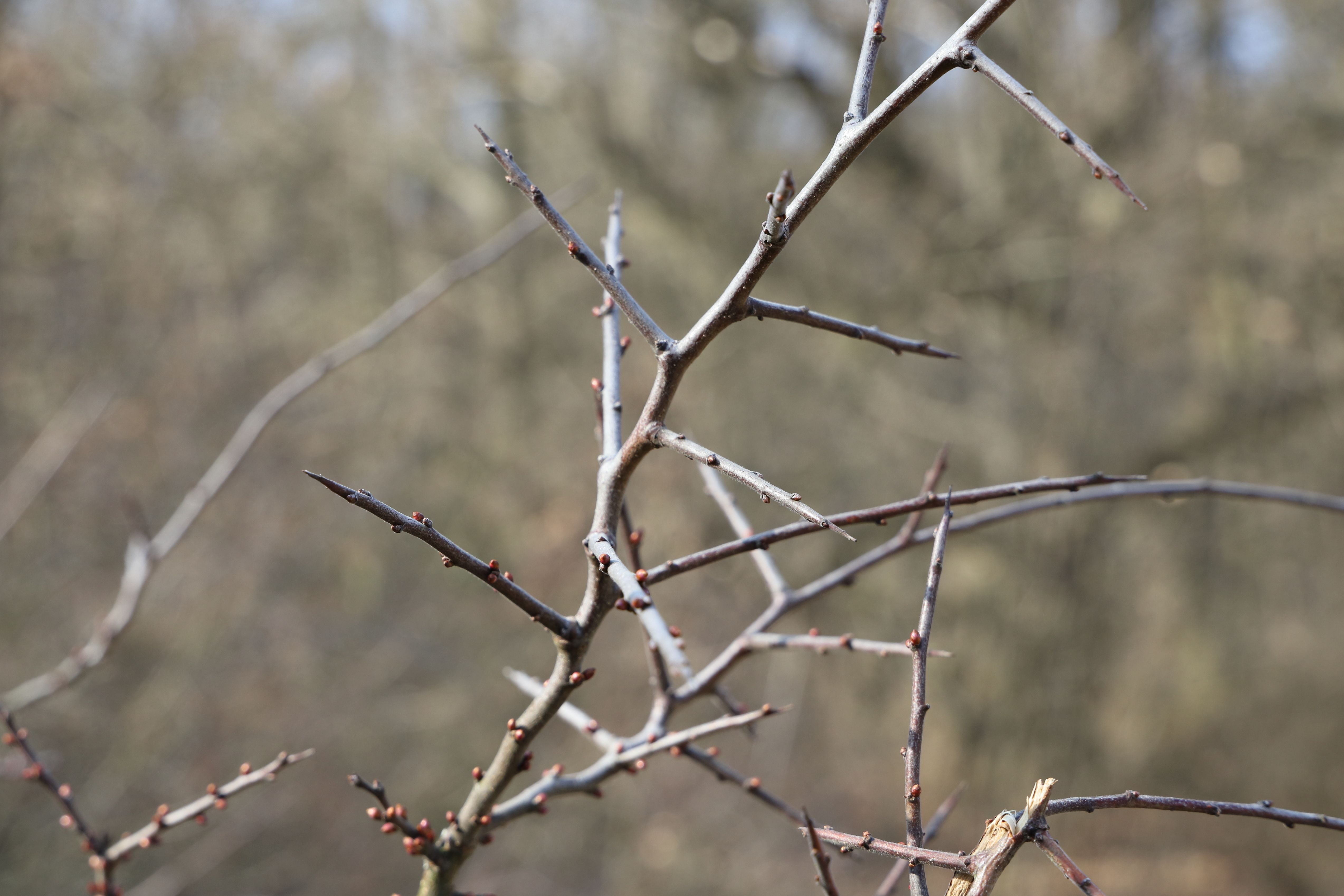
Kolce trnky obecné

Na větvích se nacházejí trnovité výběžky tmavošedé barvy – kolce, vznikající přeměnou postranních větviček. Mladé větve jsou zelené a ochlupené. Později mají větve červenohnědou až tmavě šedohnědou barvu, jsou velice tvrdé a houževnaté. Pupeny jsou krátce brvité, kulovitého tvaru.
Listy jsou 2–4 cm dlouhé a 1–2 cm široké. Vyrůstají na 2–10 mm dlouhých řapících, které mohou být mírně ochlupeny. Jejich čepel je oválná až podlouhle vejčitá. Jsou tupé, někdy také přišpičatělé, zakončeny jsou klínovitou bází. Mohou být lysé, nebo na spodní straně, zejména na žilnatině, chlupaté. Okraj čepele bývá vroubkovaně zubatý. Na větvích vyrůstají listy střídavě, často jsou uspořádány spirálovitě. Zpravidla raší až po odkvětu.

### Květ a plod
Bílé pětičetné květy se vytvářejí již brzy na jaře, v českých podmínkách zejména v březnu a dubnu. Mají průměr až 1,5 cm. Mohou vyrůstat jednotlivě, většinou je však nalezneme v převislých okolících. Skládají se z 5 na spodu trochu srostlých, 2 mm dlouhých kališních lístků se žláznatými zoubky, 5 vejčitých, 5–8 mm dlouhých korunních lístků, cca 20 tyčinek a pestíku. Uvnitř květu je produkováno velké množství nektaru sloužícího jako potrava pro opylovače.
Z oplodněných květů se na krátké, relativně tlusté plodní stopce vyvíjejí kulovité peckovice o velikosti 10–15 mm – trnky, někdy označované také jako prunélky. Zpočátku je zelená, po dozrání je modročerná a je ojíněná voskovou vrstvou. Dužina si zachovává zelenou barvu. Ve středu plodu je asi 9 mm dlouhá a 6 mm široká pecka obsahující semeno. Okolní dužina je od ní pouze těžce oddělitelná. Plody dozrávají od října do listopadu a zůstávají na rostlině přes celou zimu. Chutnají trpce kysele, chutnější jsou až po přejití mrazem.

## Stanoviště a výskyt

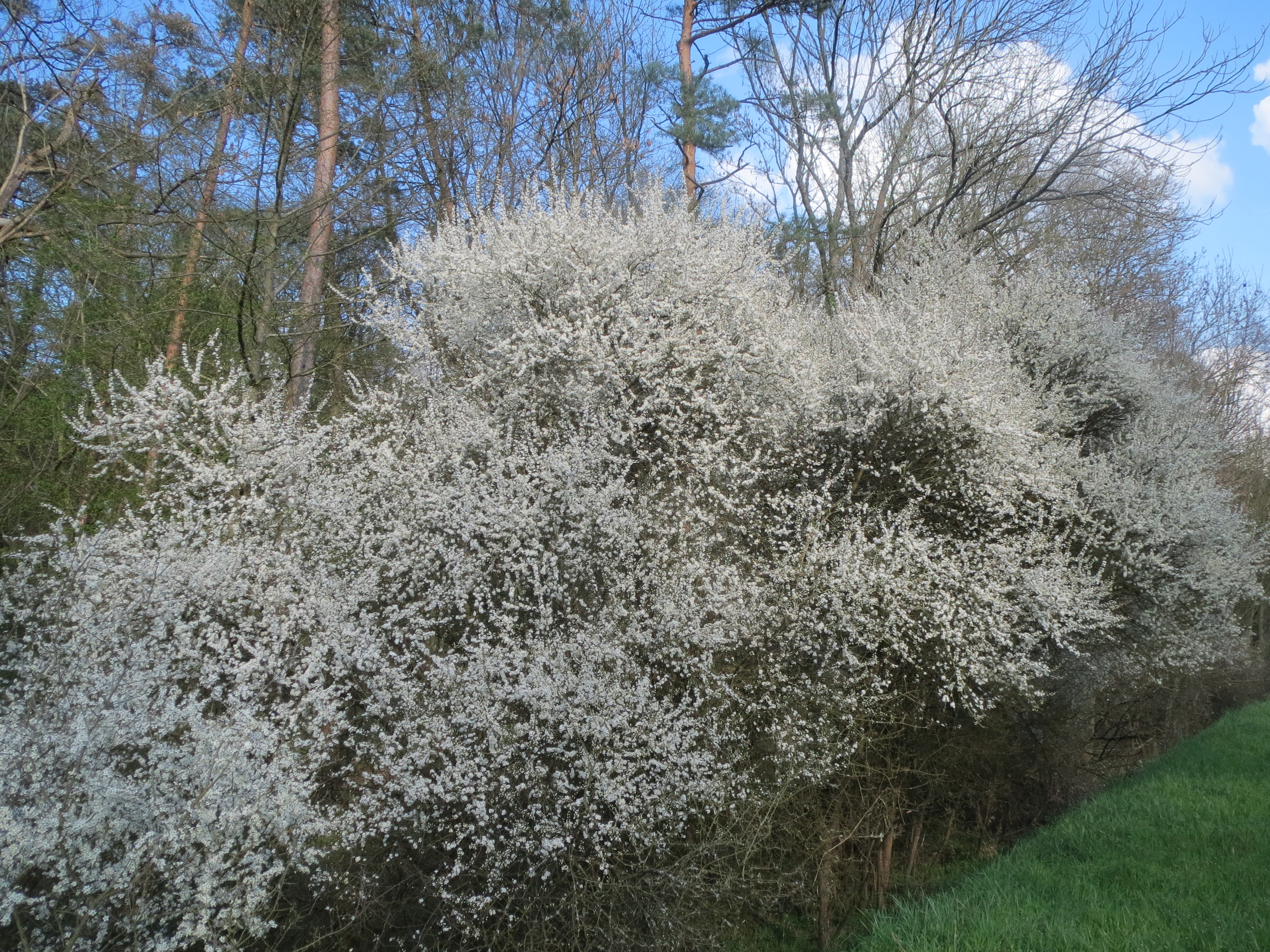
Typický porost trnky v lesním plášti

Optimální podmínky nachází trnka v suboceánském klimatu. Vyskytuje se převážně na sušších světlejších stanovištích s vápnitou půdou. Často ji nalezneme v porostech křovin na kamenitých stráních, mezích, slunných skalách či suchých pastvinách, typickým stanovištěm jsou lesní pláště, roste též ve světlých listnatých lesích. Je velice odolná vůči suchu a mrazu.
Trnka je rozšířená od nížin až do horského pásu po celé Evropě. Na východ je rozšířená až do Íránu a Zakavkazí. V severních částech Evropy ji nalezneme až po města Bergen (Norsko) a Uppsala (Švédsko). Areál jejího rozšíření zahrnuje i severní Afriku. V Severní Americe se vyskytuje pouze jako nepůvodní zplanělý druh, především ve východní části.

## Ekologie
Díky svým dlouhým kořenům, tvořícím mnoho výhonů, a vysoké odolnosti vůči nehostinným podmínkám vyniká trnka v obsazování nových stanovišť, ze kterých vytěsňuje bylinnou vegetaci. Často vytváří rozsáhlé houštiny. Plody trnky jsou pro ptactvo v zimním období významným zdrojem potravy. Ekologicky vázána na její výskyt je také celá řada druhů motýlů. Mnozí ptáci ji vyhledávají pro hnízdění. Tímto chováním je typický například ťuhýk.

## Využití
U trnky jsou často využívány zejména plody, které slouží jakožto základní surovina pro výrobu ovocného vína a pálenky. Využívány jsou také k ochucování likérů, zejména v severských zemích. Trnky jsou vhodné také ke konzervaci a výrobě džemů. K přímé konzumaci v syrovém stavu jsou vhodné až po přejití mrazem. Tohoto efektu lze dosáhnout také umělým zmrazením. Dříve se šťáva z trnek využívala také k barvení látek, kterým po několikanásobném vyprání dávala trvalou světle modrou barvu. Přadleny v historii žvýkaly trnky pro podporu tvorby slin, které využívaly k vlhčení niti při předení.
Trnka je tradiční léčivou rostlinou. Využívá se zejména květů, které působí diureticky. Užívá se také při poruchách trávení a průjmech.
Dřevo trnky je tvrdé. Má hnědočervené jádro a načervenalou běl. Je vhodné k soustružení. Často se využívá pro výrobu holí.
Jejích růstových vlastností se využívá zejména na různých svazích a náspech, které díky svému rozsáhlému kořenovému systému dokáže efektivně zpevnit. Tradičně bývá vysazována také jako hranice pro zadržování dobytka, před kterým je chráněna díky svým ostrým kolcům a tuhým větvím.
Byla používána jako podnož, ale má množství výmladků. Jako podnož jsou používány některé vegetativně množené klony kříženců s jinými slivoněmi, jako například Jaspi (syn. Fereley) nebo GF 1869.